# Oleeae
Oleeae (Hoffmanns. & Link ex R. Br.) Dumort., 1827 è una tribù di piante angiosperme appartenenti alla famiglia delle Oleacee.

## Etimologia
Il nome della tribù deriva dal suo genere tipo Olea L., 1753 che risale inizialmente al greco "élaia" e successivamente al nome latino per l'albero dell'olivo, conosciuto fin dall'antichità come simbolo di pace e di buona volontà. Il nome scientifico della tribù è stato definito dai botanici Johann Centurius Hoffmannsegg (Dresda, 23 agosto 1766 – Dresda, 13 dicembre 1849) botanico, entomologo ed ornitologo tedesco, da Johann Heinrich Friedrich Link (Hildesheim, 2 febbraio 1767 – Berlino, 1º gennaio 1851) biologo, botanico e naturalista tedesco, da Robert Brown (Montrose, 21 dicembre 1773 – Londra, 10 giugno 1858) botanico britannico, e in via definitiva da Barthélemy Charles Joseph Dumortier (Tournai, 3 aprile 1797 – 9 giugno 1878) botanico, naturalista e politico belga nella pubblicazione "Florula belgica, opera majoris prodromus - Fl. Belg.: 52. 1827" del 1827.

## Descrizione

### Portamento
Il portamento delle specie di questa tribù è arbustivo o arboreo (piccoli alberi). Le forme biologiche prevalenti sono fanerofite cespugliose (P caesp), ossia piante perenni e legnose (alte diversi metri), con gemme svernanti poste ad un'altezza dal suolo maggiore di 30 cm con portamento cespuglioso (= molto ramoso) e fanerofite arboree (P scap), ossia piante legnose con portamento arboreo e gemme poste ad altezze dal suolo superiori ai due metri. Sono presenti sia specie spinescenti che inermi.

### Foglie
Le foglie lungo il caule sono disposte in modo opposto, sono picciolate, sono sempreverdi o decidue. La lamina è semplice con forme da ellittiche o lanceolate a ovato-cuoriformi, oppure è trifogliata o anche pennata. I bordi sono interi, dentati o più raramente seghettati. Non sono presenti stipole.

### Infiorescenze
Le infiorescenze sono del tipo agglomerato, cimoso-panicolato, fascicolato, racemoso o decussato con portamento terminale o ascellare. In alcune specie sono presenti delle brattee da lineari a lanceolate.  I fiori possono essere sia pochi (3) che molti.

### Fiori
I fiori sono piccoli e odorosi, ermafroditi o unisessuali, attinomorfi e tetraciclici (ossia formati da 4 verticilli: calice– corolla – androceo – gineceo) e tetrameri (ogni verticillo ha 4 elementi). In alcune specie manca a volte il calice o la corolla (sono allora fiori "nudi"). Sono presenti anche fiori del tipo eterostilo.
- Formula fiorale. Per la famiglia di queste piante viene indicata la seguente formula fiorale:[10][11]

* K (4), [C (4), A 2], G (2), supero, drupa/capsula/samara/bacca.
- Il calice è gamosepalo a forma campanulata, piccolo con 4 lobi o denti. In alcuni casi può mancare.

- La corolla è gamopetala, glabra e con forme più o meno da cilindriche a imbutiformi o urceolate. Termina con 4 lobi valvati o a forma di cappuccio, a volte embricati. In alcune specie i petali a coppie sono uniti alla base dei filamenti staminali. A volte la corolla è assente oppure può essere ruotata. Il tubo corollino in genere è corto; in alcune specie è del tipo ipocrateriforme: un lungo tubo terminante con lobi patenti. La consistenza può essere anche cartacea. Il colore della corolla è bianco, giallo, lillacino, ma anche rosso o viola.

- L'androceo è formato da 2 stami (o 4 in alcuni casi) inclusi e adnati al tubo della corolla; possono essere sporgenti dalla corolla. Le antere sono formate da due teche con deiscenza longitudinale. Il polline è tricolpato.

- Il gineceo è bicarpellare (sincarpico - formato dall'unione di due carpelli) ed ha un ovario supero, biloculare con 2 o 4 ovuli penduli per loculo. Gli ovuli sono provvisti di un solo tegumento e sono tenuinucellati (con la nocella, stadio primordiale dell'ovulo, ridotta a poche cellule).[12] La placentazione è assile. Lo stilo è unico e termina con uno stigma capitato con due lacinie.

### Frutti
Il frutto è una drupa (Oleinae) oppure una samara appiattita con un'unica ala terminale (Fraxininae), oppure una bacca (Ligustrinae) oppure una capsula loculicida legnosa (Schreberinae); in genere con mesocarpo carnoso, oleoso ed endocarpo duro con alcuni semi. La forma del frutto è ovoidale, globosa od oblunga.

## Biologia
Le specie di questa tribù si riproducono per impollinazione mediata dagli insetti (impollinazione entomogama) o dal vento (impollinazione anemogama).
I semi cadendo (dopo aver eventualmente percorso alcuni metri a causa del vento - dispersione anemocora) a terra sono dispersi soprattutto da insetti tipo formiche (mirmecoria).

## Distribuzione e habitat
Le specie di questa tribù sono cosmopolite e vivono in habitat temperati e subtropicali (ma anche tropicali). Poche specie sono presenti nell'area mediterranea.

## Tassonomia
La famiglia delle Oleaceae comprende 27 generi e circa 600 specie con distribuzione cosmopolita dalle regioni tropicali fino a quelle temperate.
Il numero cromosomico delle specie di questo gruppo è: 2n = 40, 46 (48).

### Filogenesi

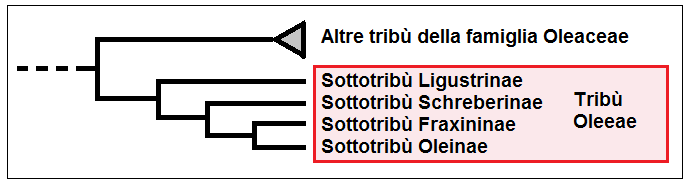
Cladogramma della tribù

La sottotribù è descritta come una delle cinque tribù della famiglia. Da un punto di vista morfologico è caratterizzata dalla presenza di flavoni glicosidi, ovario con 2 ovuli penduli per loculo, vasi multipli e fibre libriformi nel legno. Da un punto di vista filogenetico la tribù è certamente monofiletica e risulta il "core" della famiglia (e quindi di più recente costituzione); mentre della varie sottotribù Ligustrinae è  "gruppo fratello" del resto della tribù; le altre seguono nell'ordine: Schreberinae, Fraxininae e Oleinae (vedi cladogramma).

In dettaglio:
- Ligustrinae: questa sottotribù forma un clade monofiletico ben supportato; oltre che dai dati molecolari, la monofilia è comprovata anche dai dati morfologici: i frutti ad esempio pur essendo delle capsule in Syringa e delle drupe deiscenti in Ligustrum, sono abbastanza simili in fase di sviluppo e si differenziano solamente in seguito nel mesocarpo; inoltre il legno ha dei vasi con fasci cavi più o meno semplici (vessel-ray pits +/- simple):
- Schreberinae: questa sottotribù pur avendo una distribuzione disgiunta (India, Africa e Sud America) è caratterizzata dal frutto a capsule bivalve legnose; anche alcuni studi anatomici del legno confermano la consistenza della sottotribù; infine analisi filogenetiche sul DNA di tipo cladistico dimostrano che i due generi della sottotribù formano un clade;
- Fraxininae:  la monofilia dell'unico genere della tribù è comprovata oltre che dai dati molecolari, anche dai dati morfologici come le grandi foglie pennate e dai frutti tipo samara (ad esempio nell'ambito della famiglia le fibre dell'ala terminale "corrono" longitudinalmente, mentre nelle altre specie sono perpendicolari-oblique);
- Oleinae: la monofilia di questo gruppo non è ancora ben accertata e i rapporti tra i generi in base alle attuali conoscenze sono difficili da chiarire.[14]

Le Oleeae insieme alla tribù Jasmineae ("gruppo fratello") si sono separate dalla famiglia Oleaceae circa 50 - 40 milioni di anni fa.

### Composizione della tribù
La tribù si compone di 4 sottotribù, circa 17 generi e oltre 380 specie (fino a 415):
| Sottotribù                               | Distribuzione                                     | Generi | Specie          |
| ---------------------------------------- | ------------------------------------------------- | ------ | --------------- |
| Oleinae Wallander & V. Albert, 2001      | Cosmopolita (compreso il Mediterraneo)            | 12     | Circa 210 - 260 |
| Fraxininae L., 1753                      | Mediterraneo, Messico, Cuba, Giava e Filippine    | 1      | Oltre 60        |
| Ligustrinae Koehne, 1893                 | Eurasia (una sola specie è presente in Australia) | 2      | Circa 60        |
| Schreberinae Wallander & V. Albert, 2000 | Africa (Madagascar) e India                       | 2      | Circa 12        |

### Specie italiane
In Italia, nella flora spontanea, sono presenti solamente 8 specie di questo gruppo:
- Sottotribù Oleinae:

- Olea europaea L. - Olivo. In Italia è presente soprattutto nelle coltivazioni.
- Phillyrea angustifolia L. - Ilatro sottile. In Italia è presente prevalentemente al Centro e Sud.
- Phillyrea latifolia L. - Ilatro comune. In Italia è presente ovunque.

- Sottotribù Fraxininae:

- Fraxinus ornus L. - Frassino da manna o Ornello. La distribuzione sul territorio italiano è completa fino ad una altitudine di 1400 m s.l.m..
- Fraxinus excelsior L. - Frassino comune. La distribuzione sul territorio italiano è al Nord e al Centro fino ad una altitudine di 1500 m s.l.m..
- Fraxinus angustifolia Vahl. - Frassino meridionale. La distribuzione sul territorio italiano è completa al Sud e discontinua al Nord fino ad una altitudine di 1000 m s.l.m..

- Sottotribù Ligustrinae:

- Ligustrum vulgare L. - Ligustro, olivella. In Italia è presente nella parte continentale e in Sicilia.
- Syringa vulgaris L. - Serenella. In Italia è presente al Nord.

## Alcune specie

### Sottotribù Fraxininae

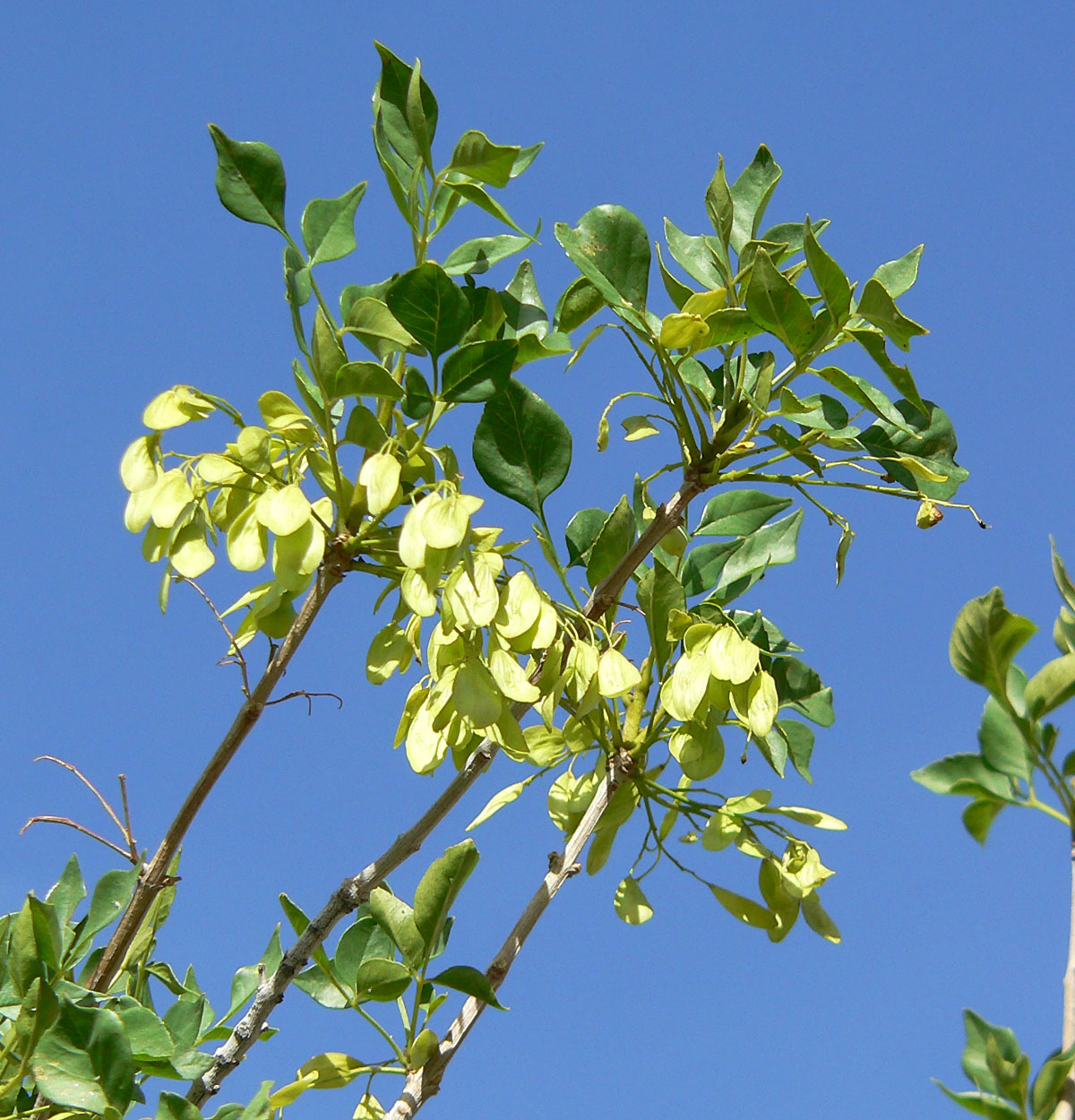
Fraxinus anomala
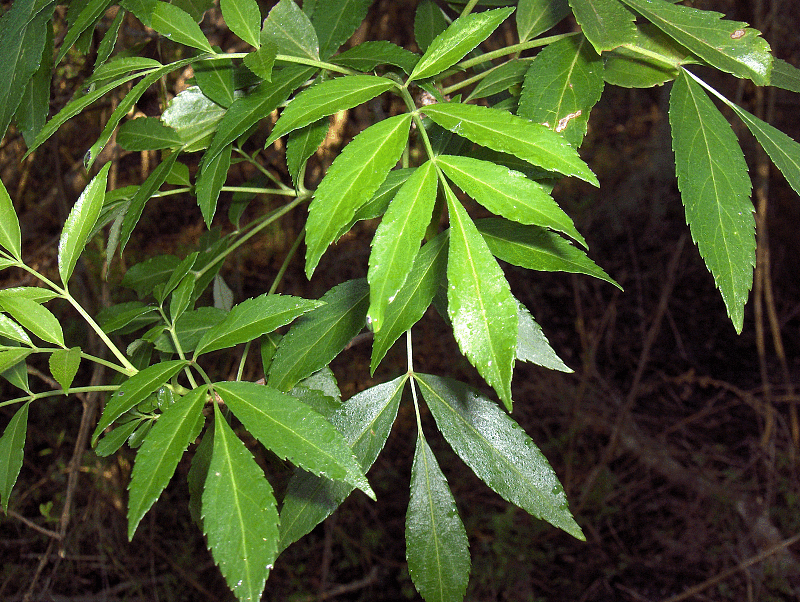
Fraxinus caroliniana
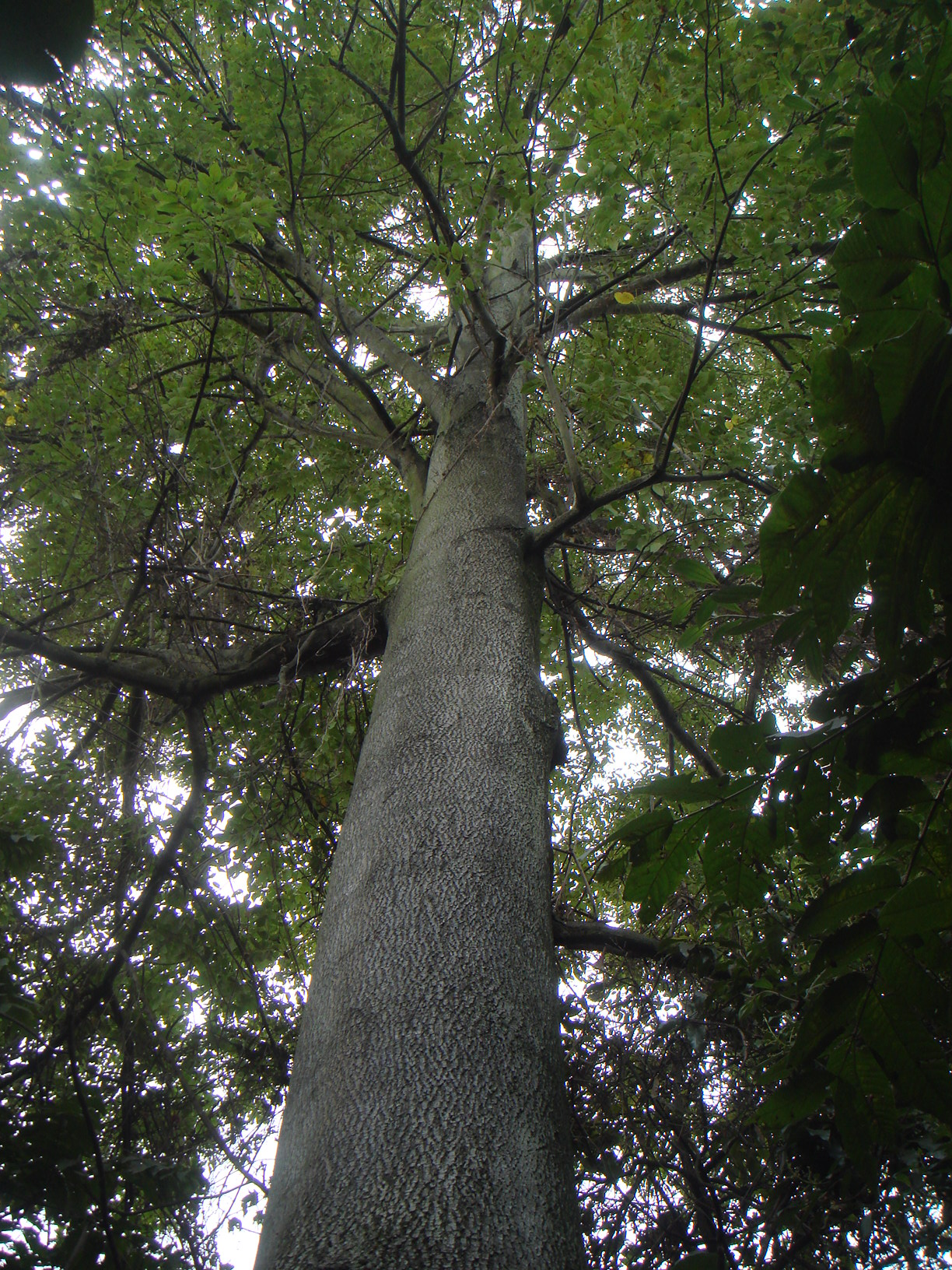
Fraxinus chinensis
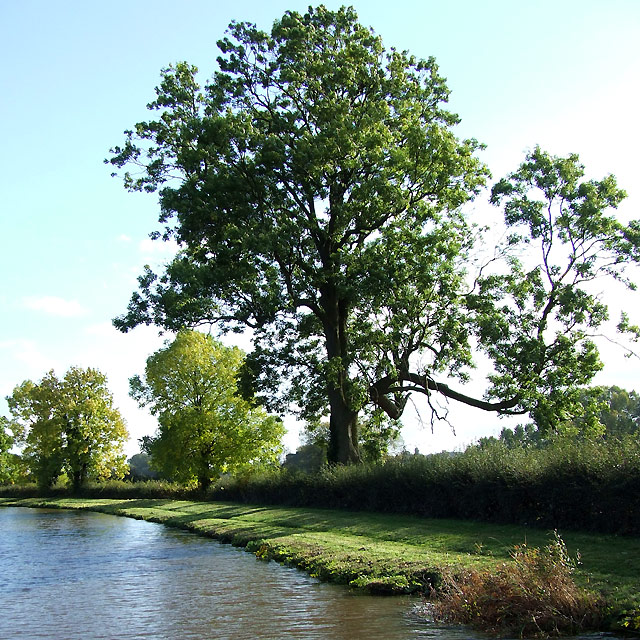
Fraxinus excelsior

### Sottotribù Ligustrinae

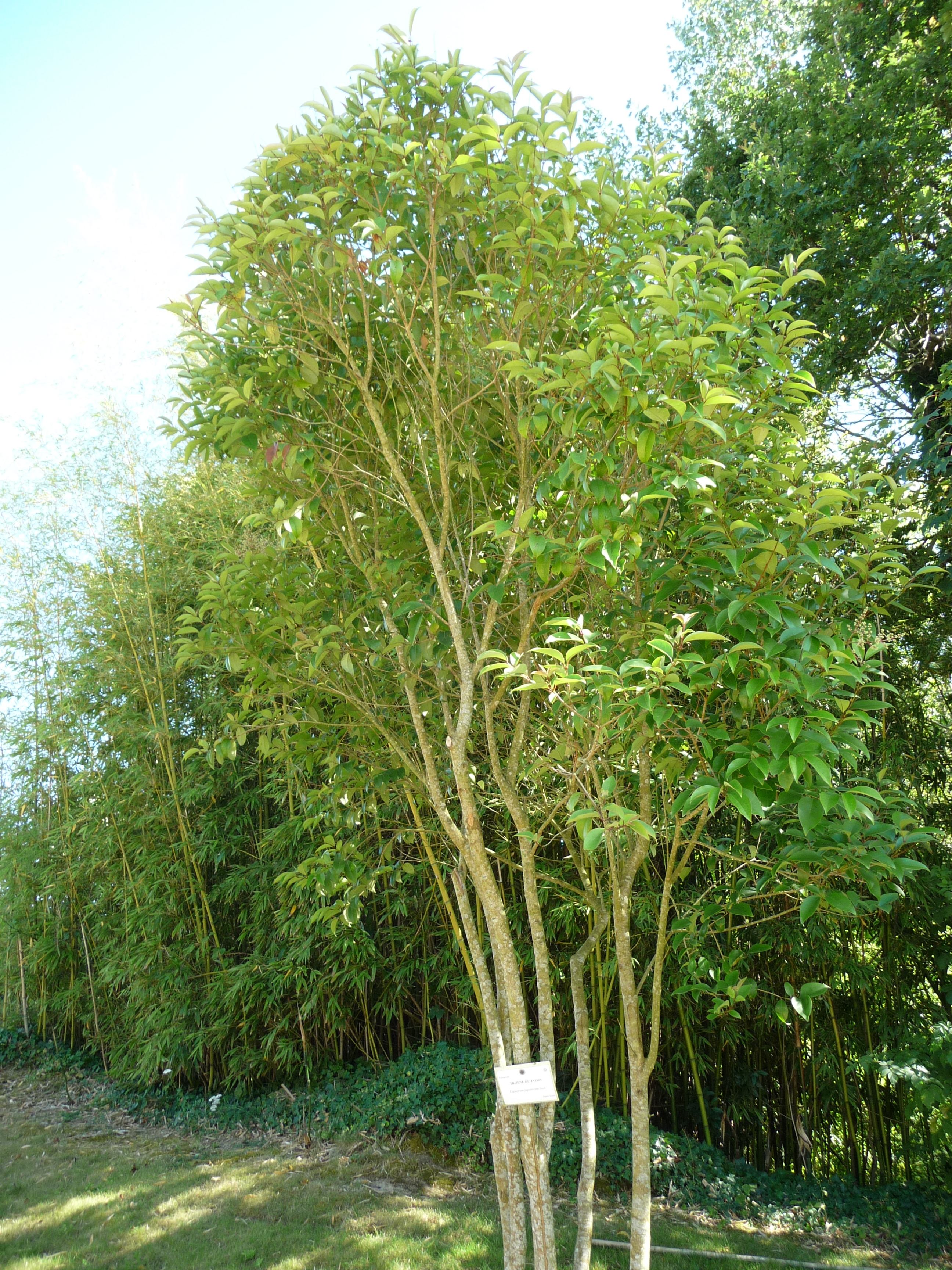
Ligustrum japonicum
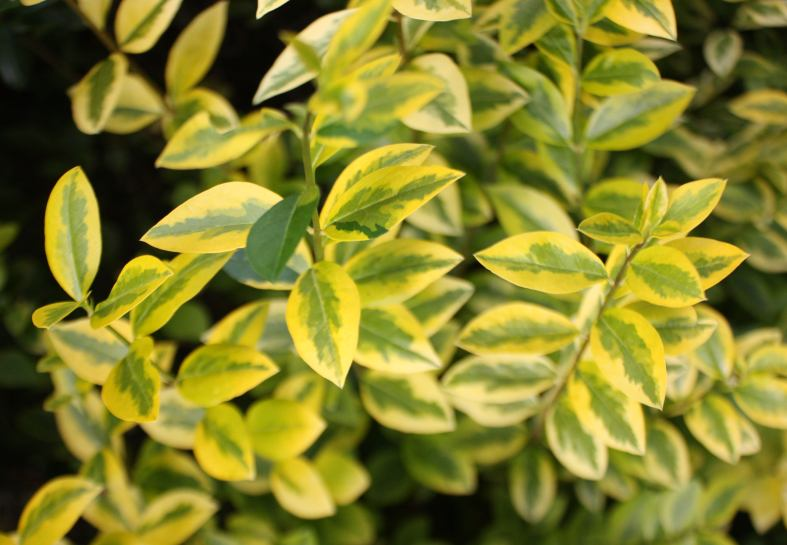
Ligustrum ovalifolium
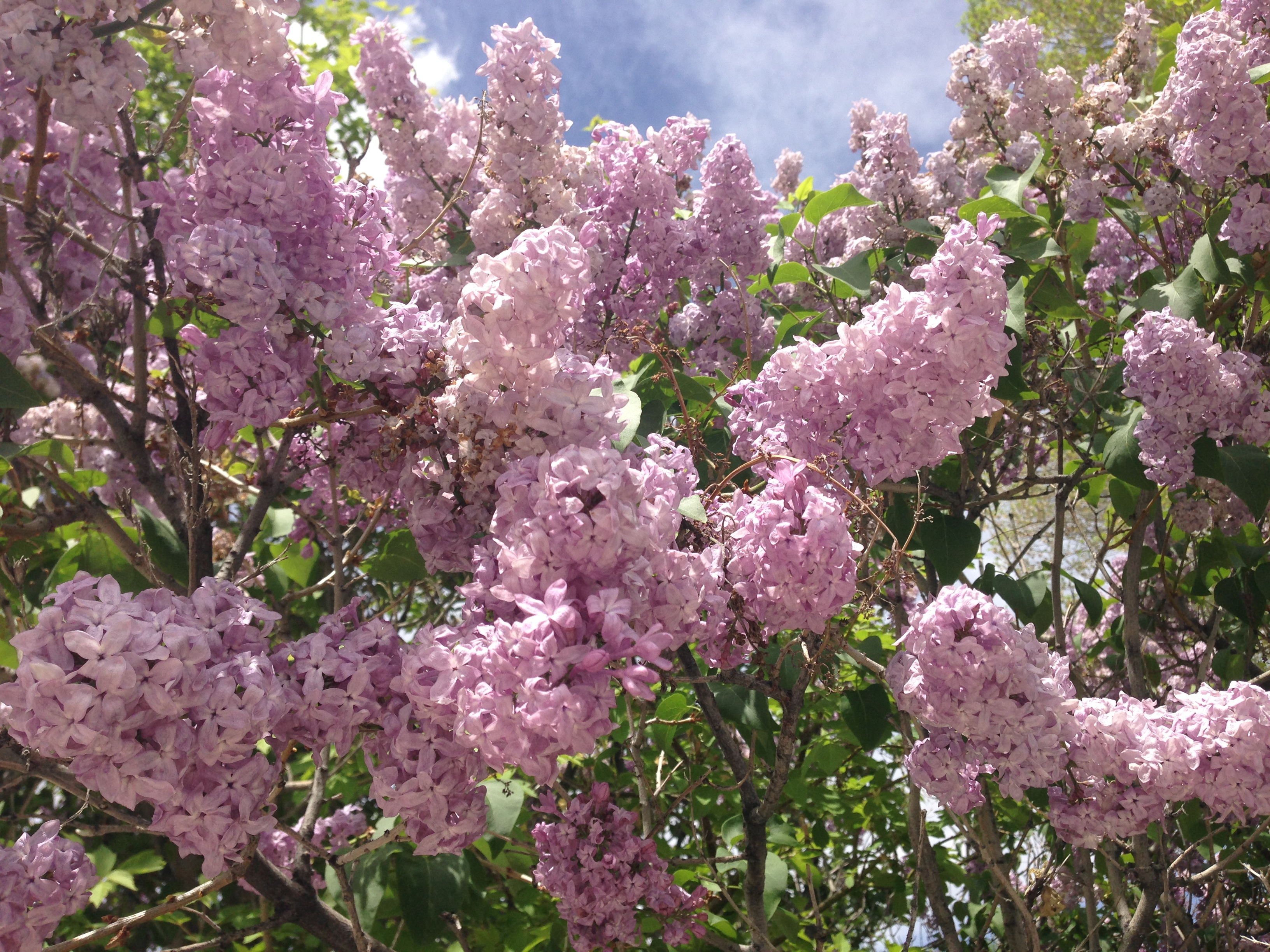
Syringa vulgaris
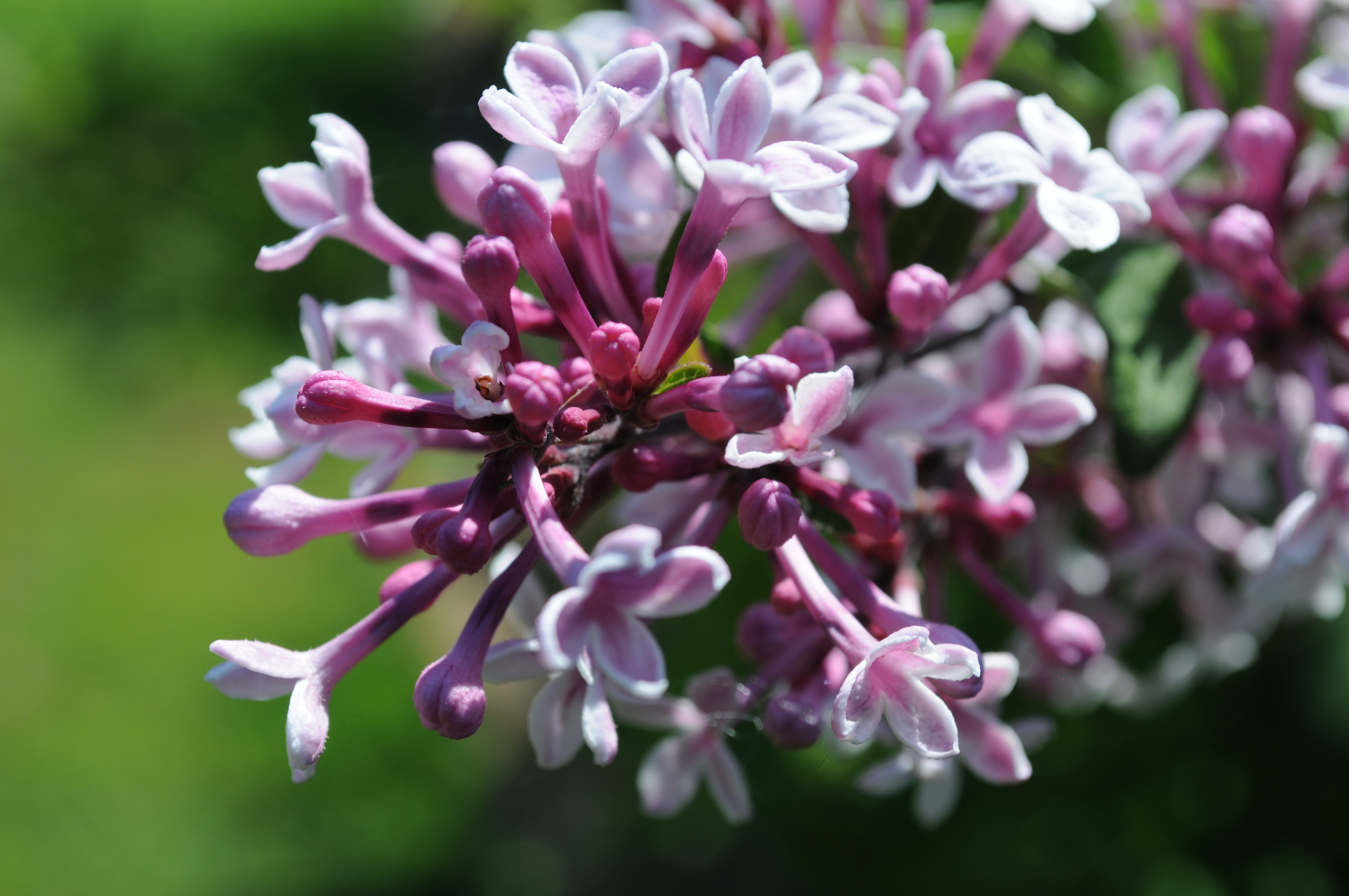
Syringa pubescens

### Sottotribù Oleinae

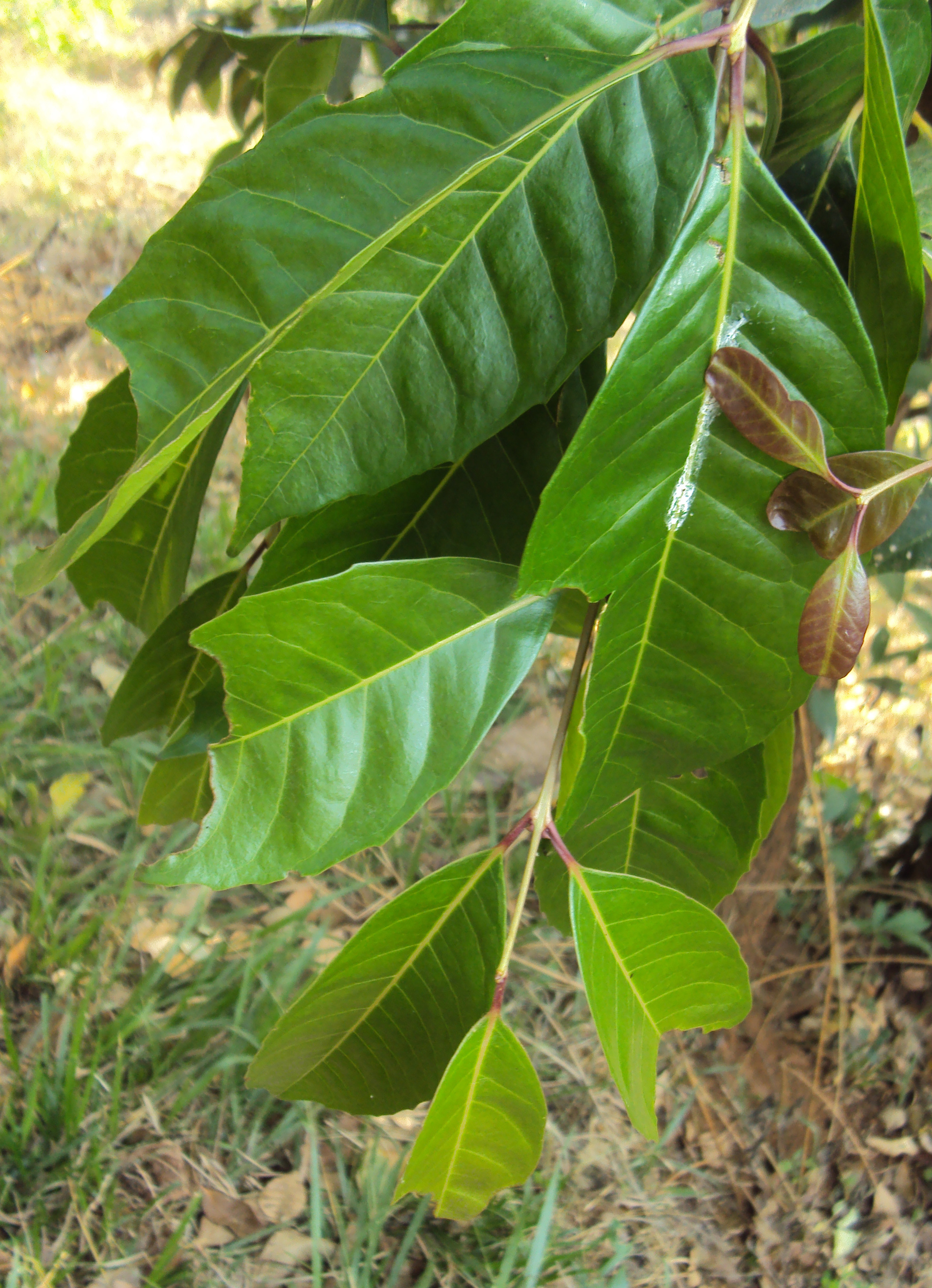
Olea dioica
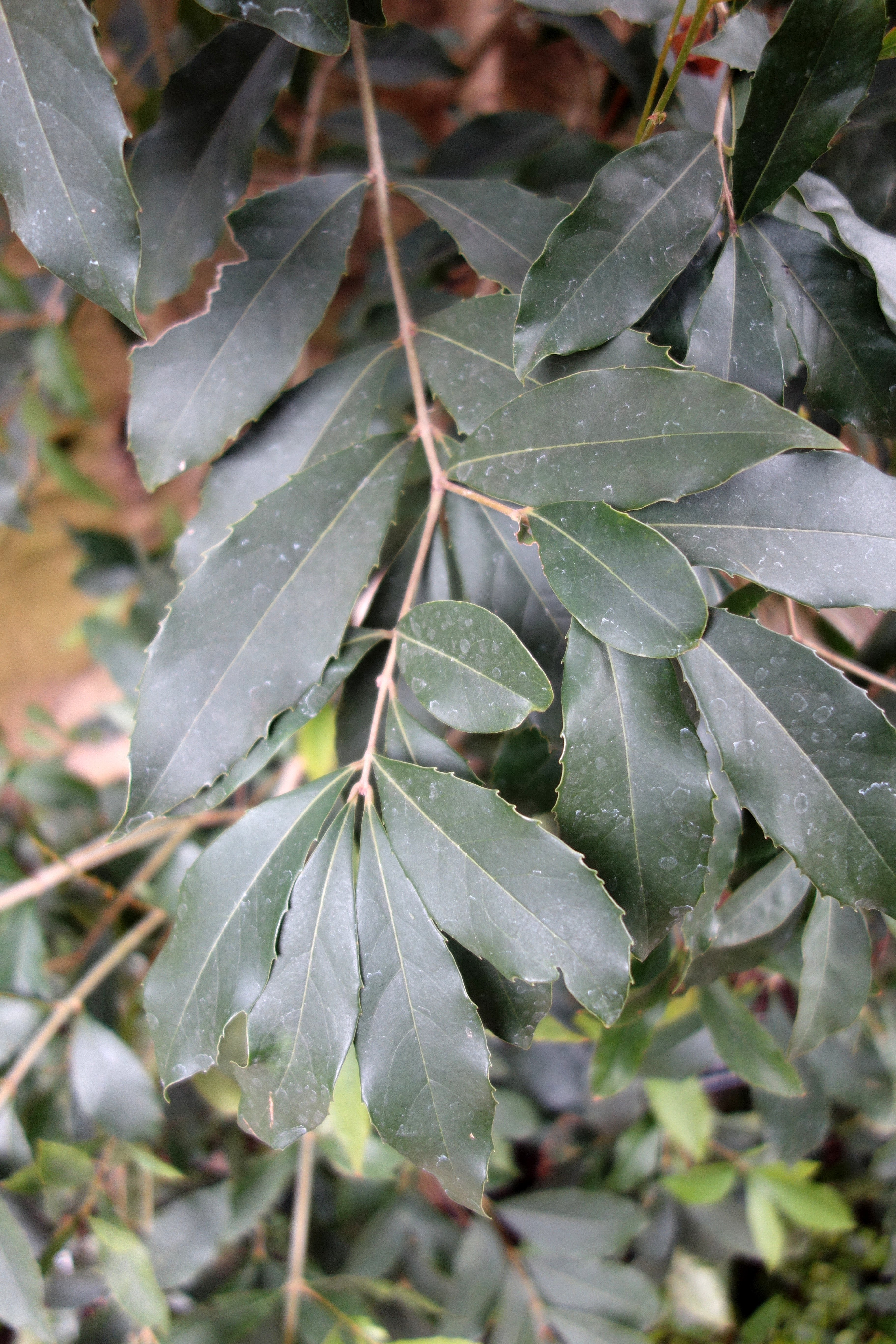
Olea tsoongii
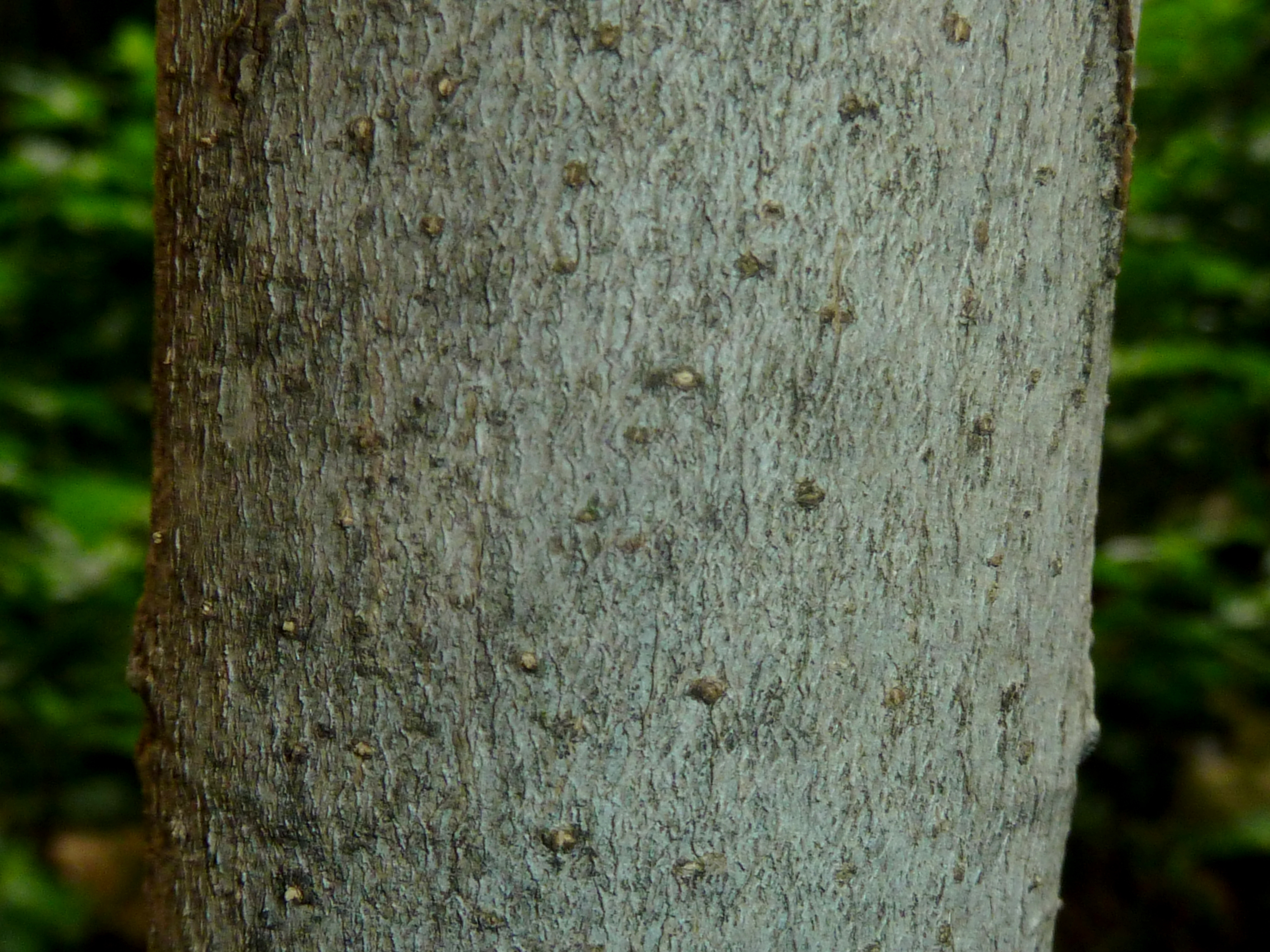
Chionanthus foveolatus
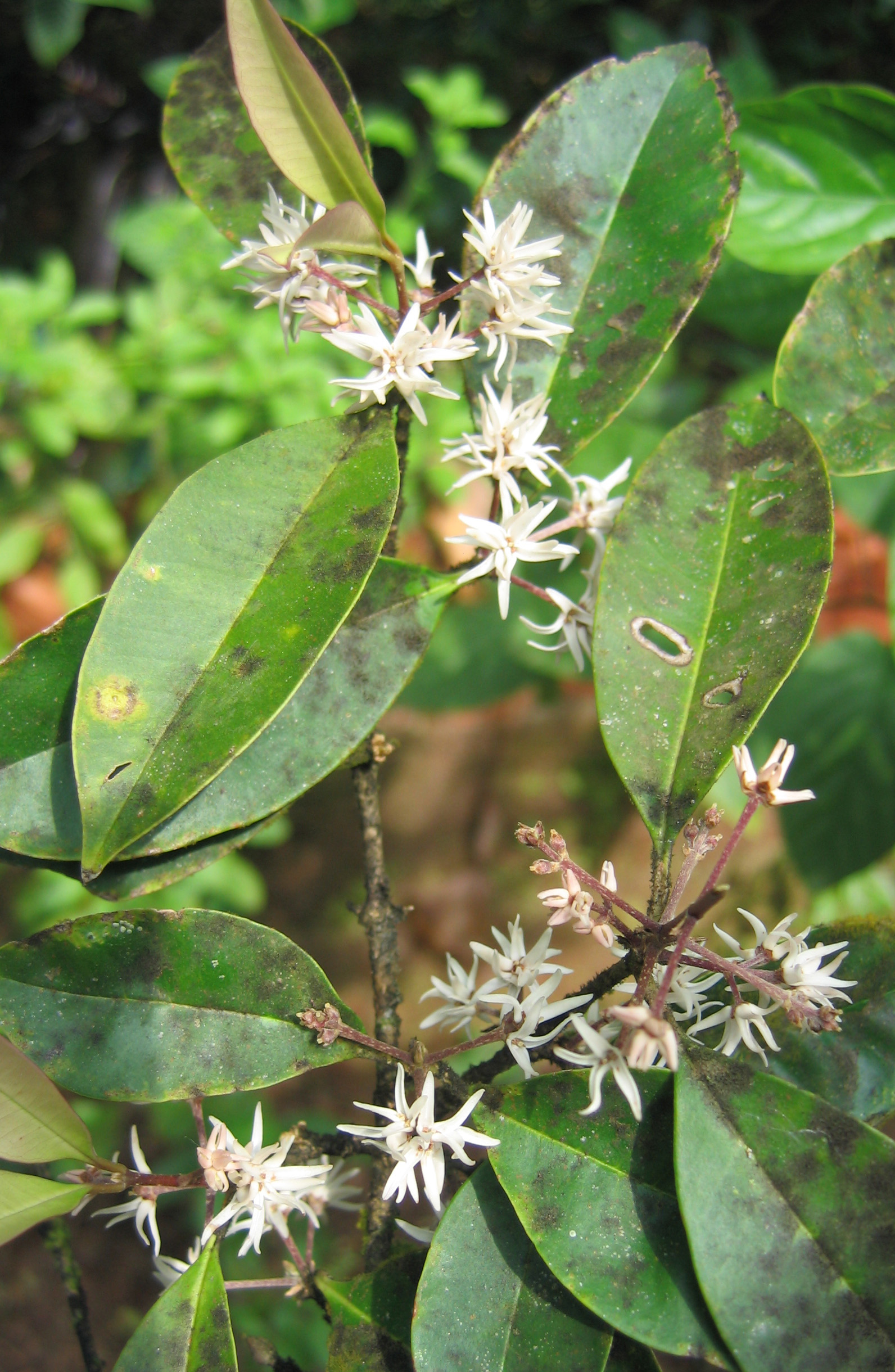
Chionanthus mala-elengi
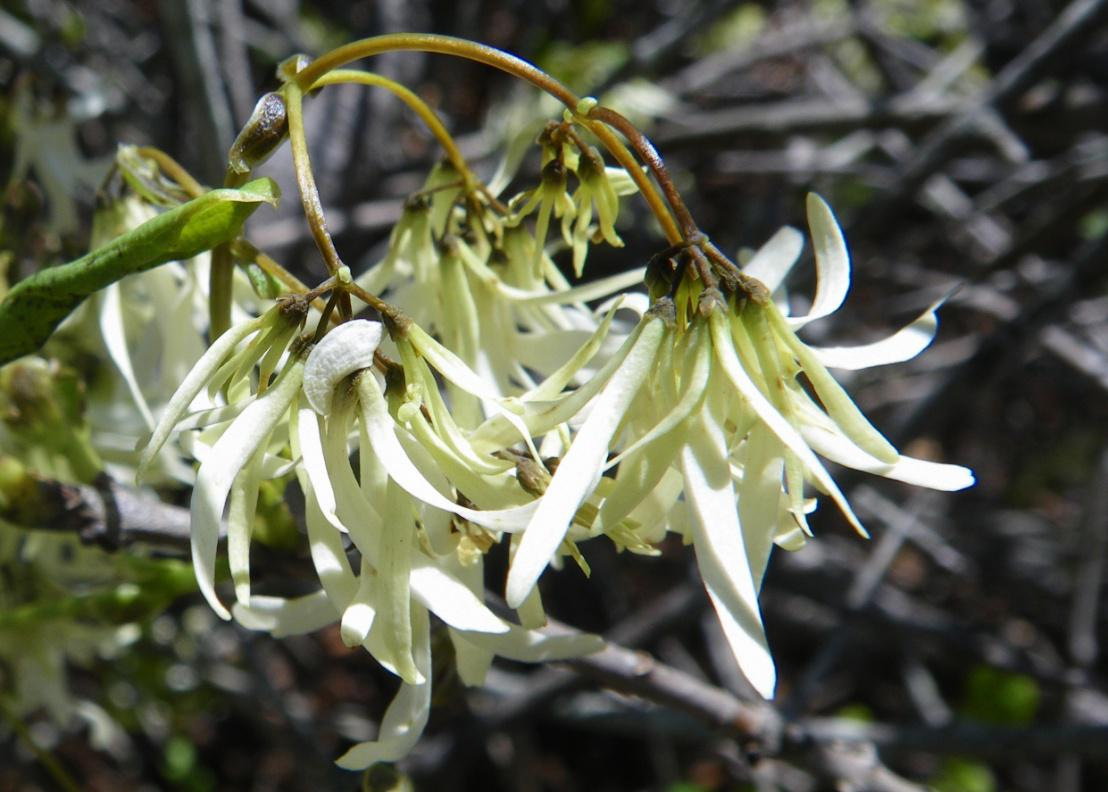
Chionanthus pygmaeus
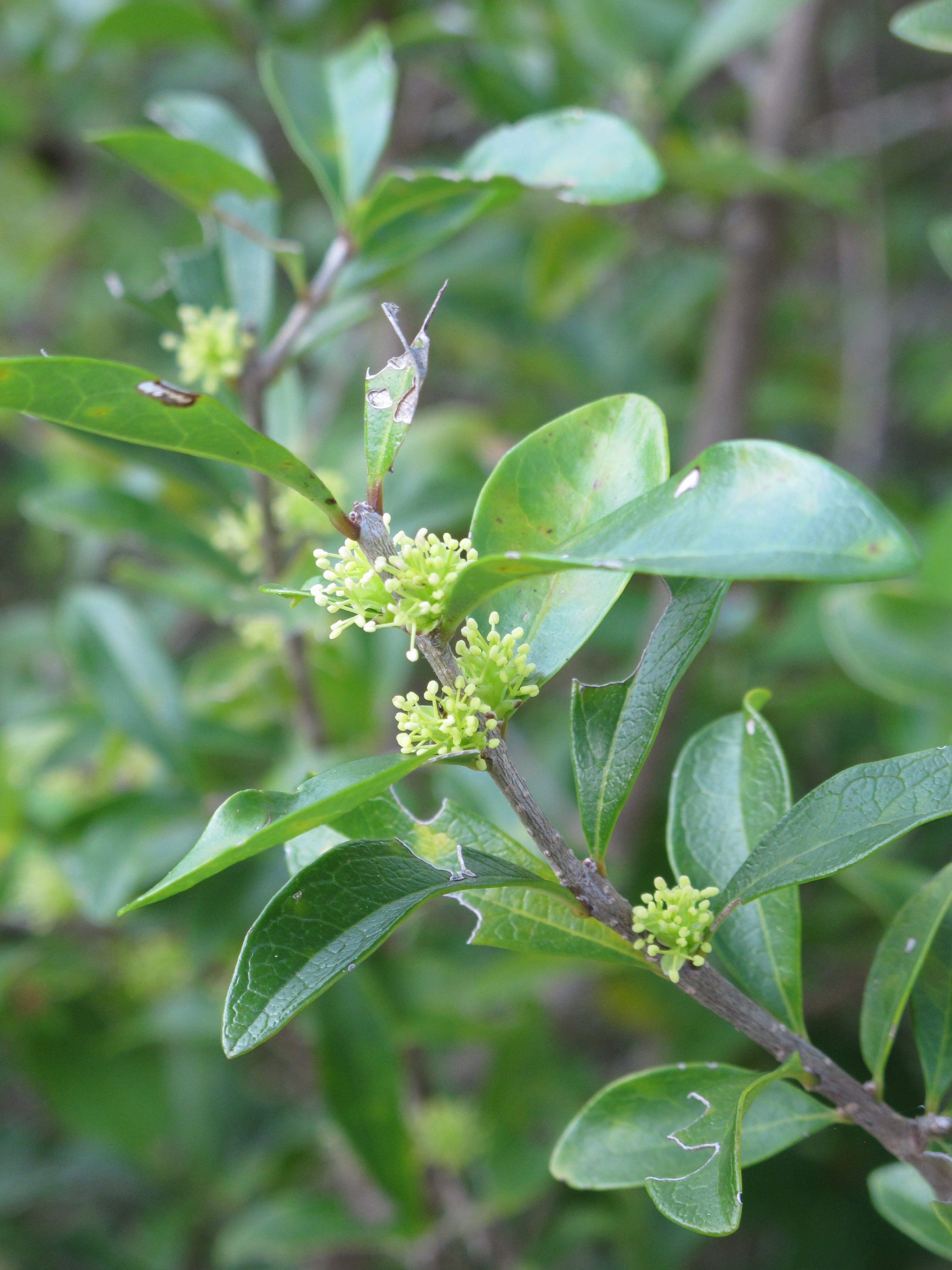
Forestiera segregata
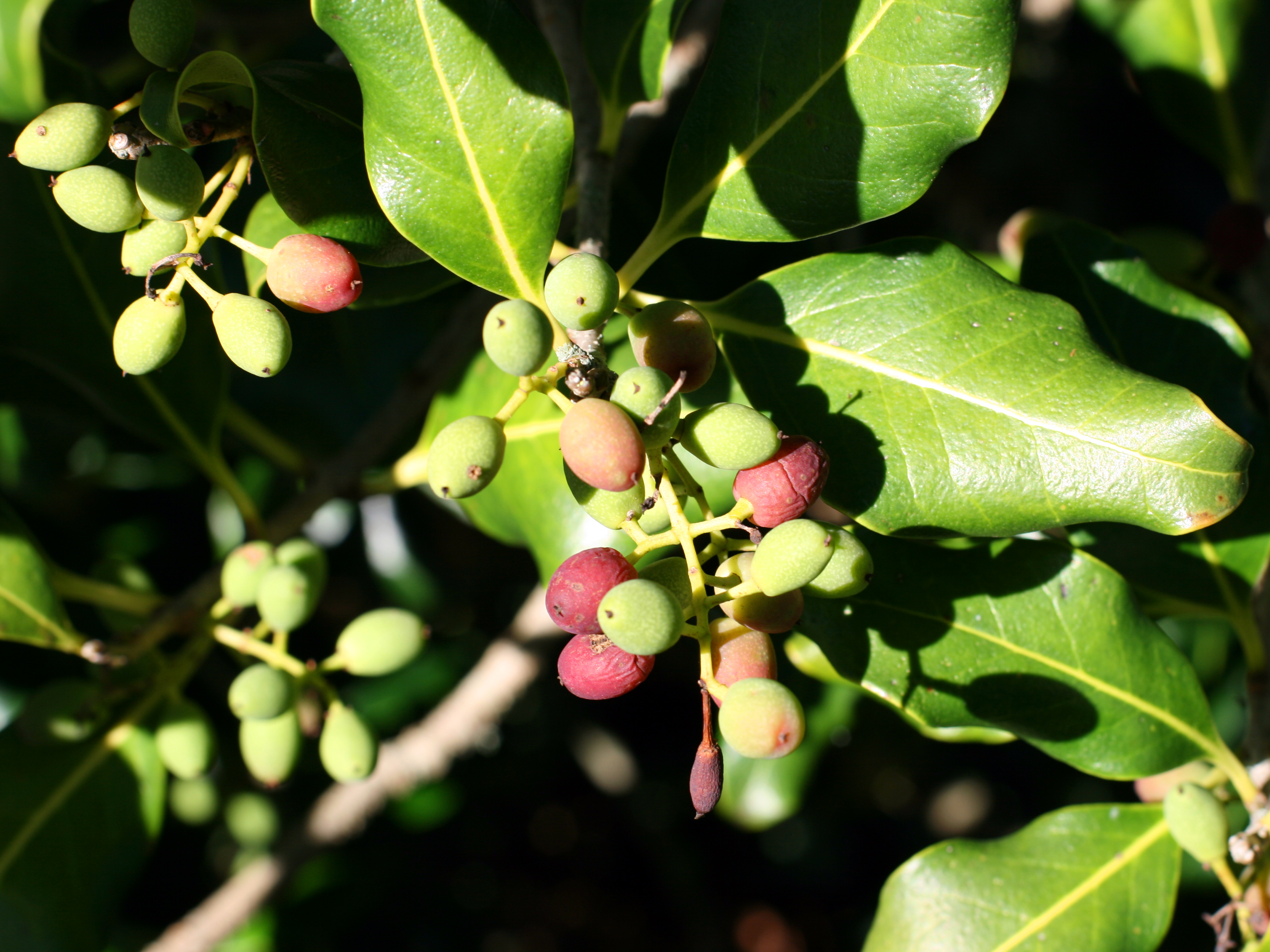
Nestegis apetala
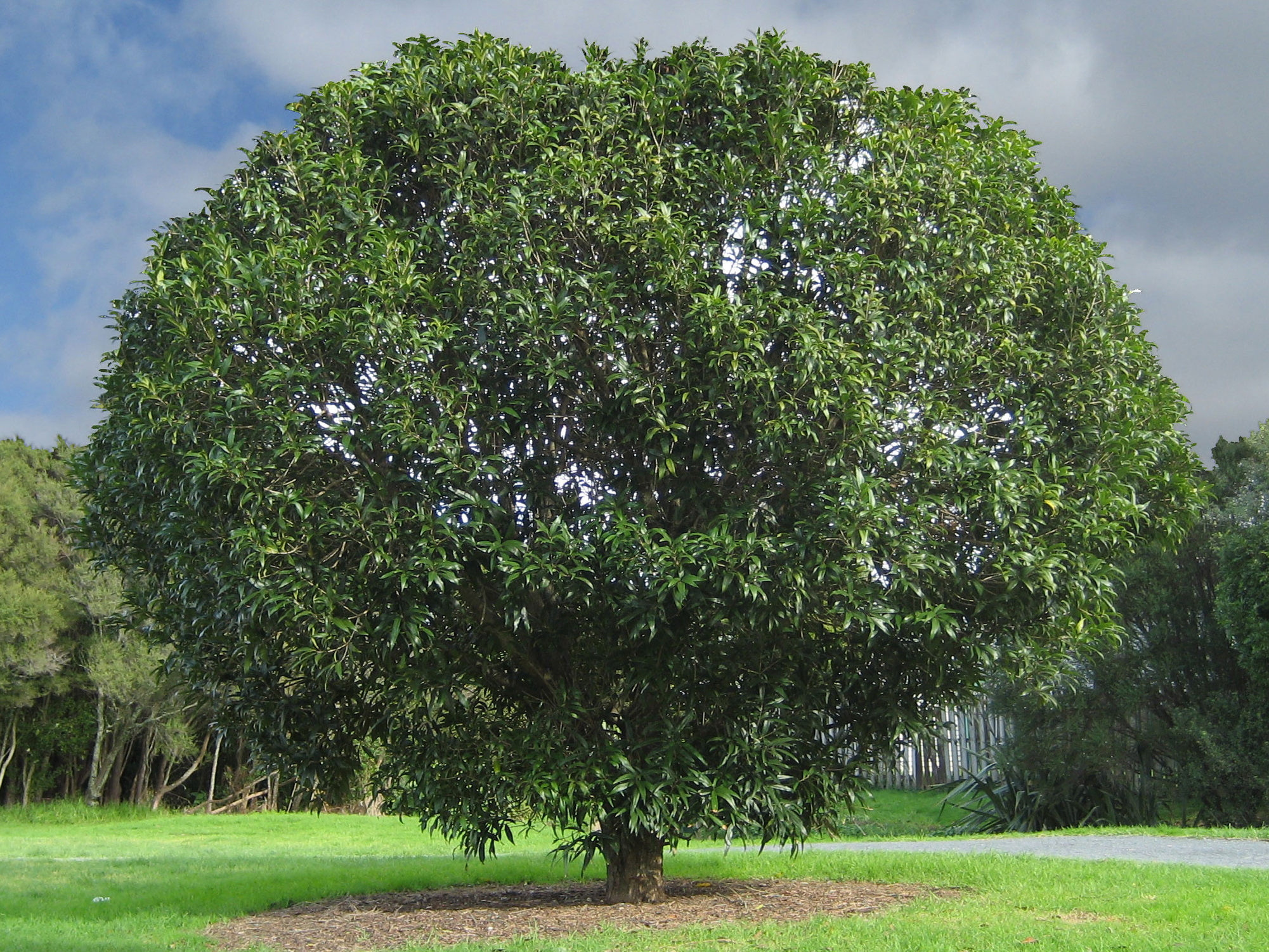
Nestegis cunninghamii
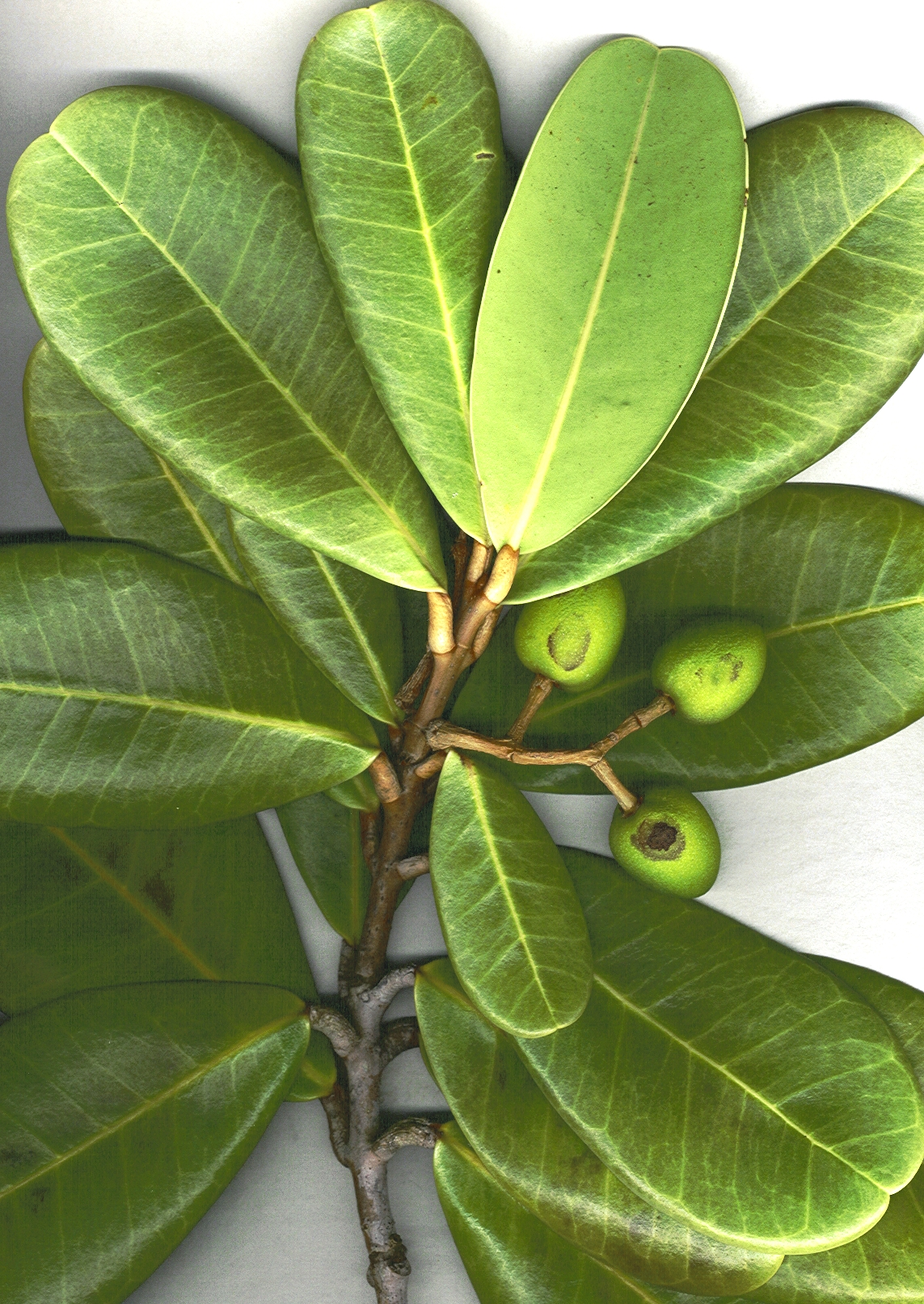
Noronhia emarginata
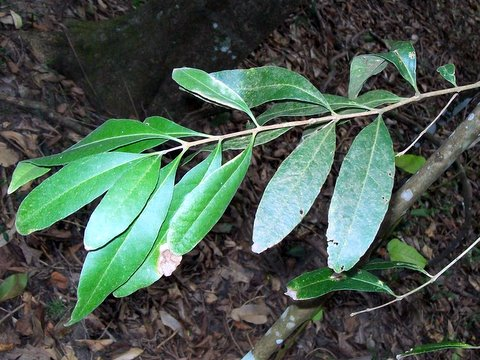
Notelaea longifolia
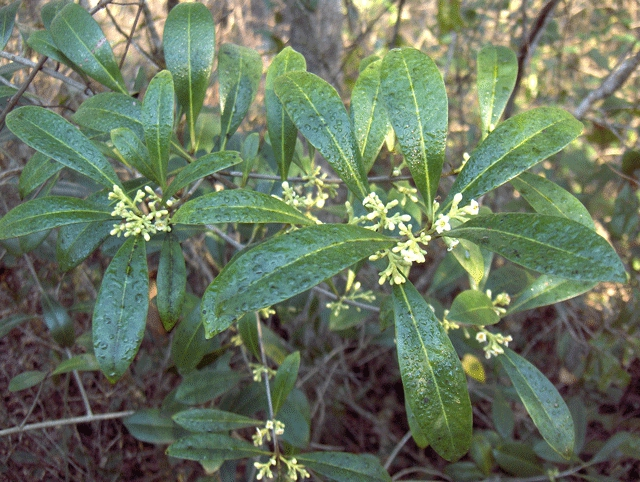
Osmanthus americanus
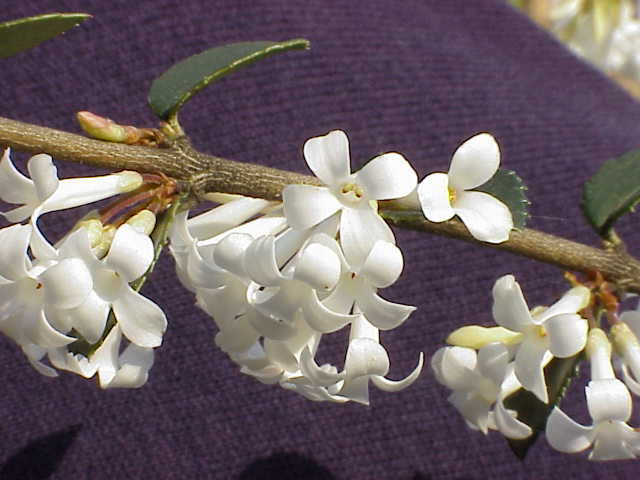
Osmanthus delavayi
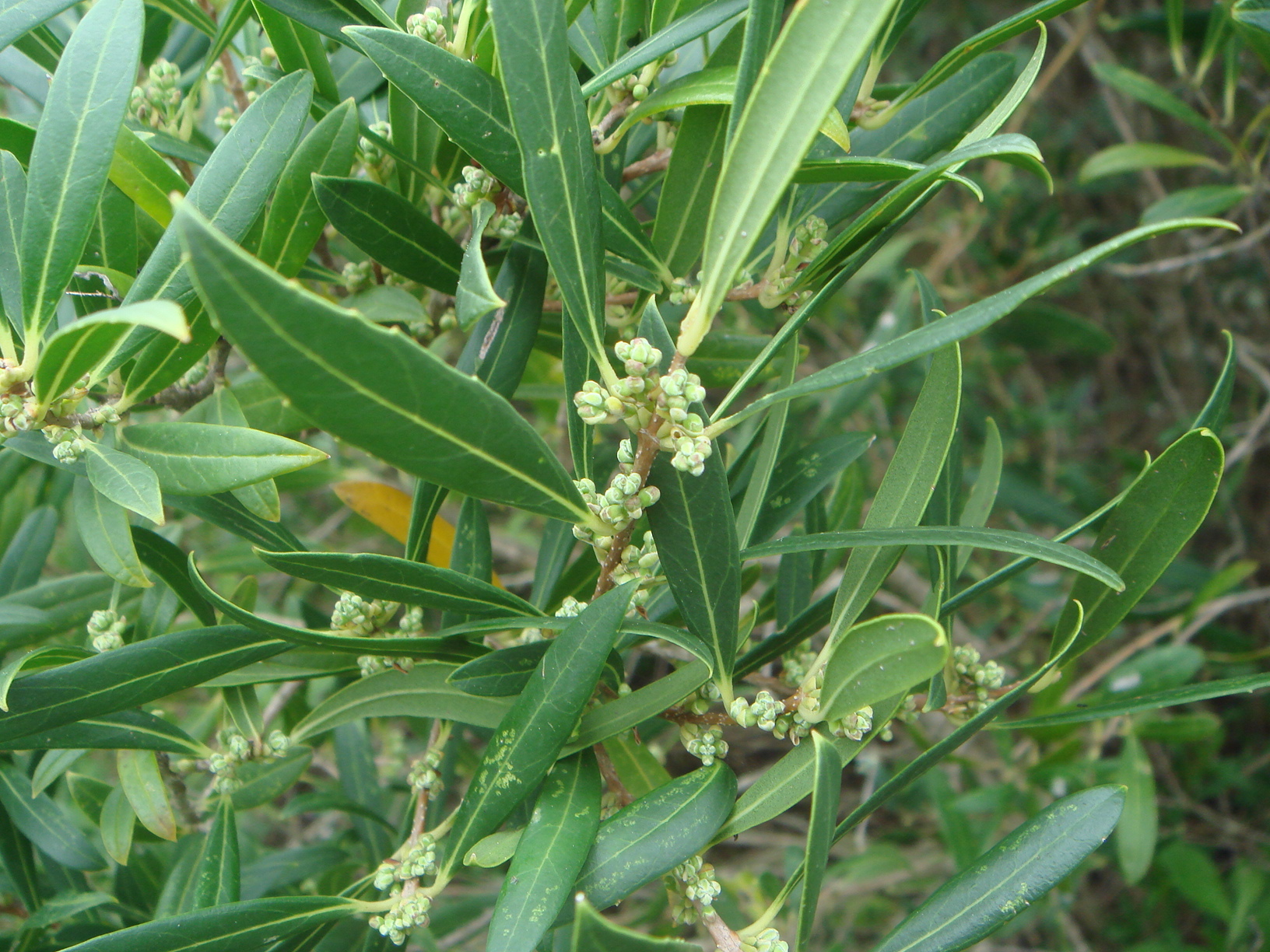
Phillyrea angustifolia

### Sottotribù Schreberinae

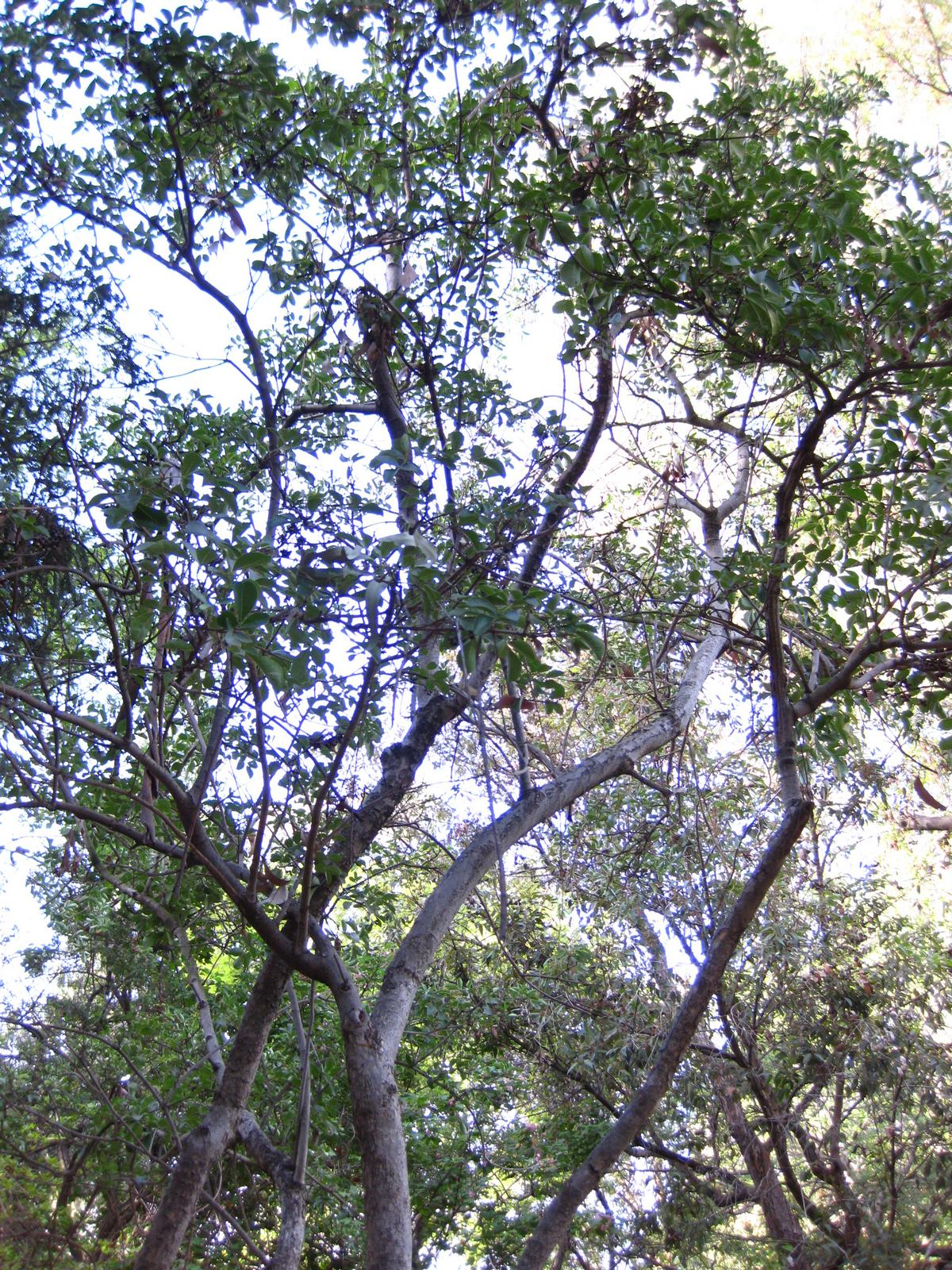
Schrebera swietenioides
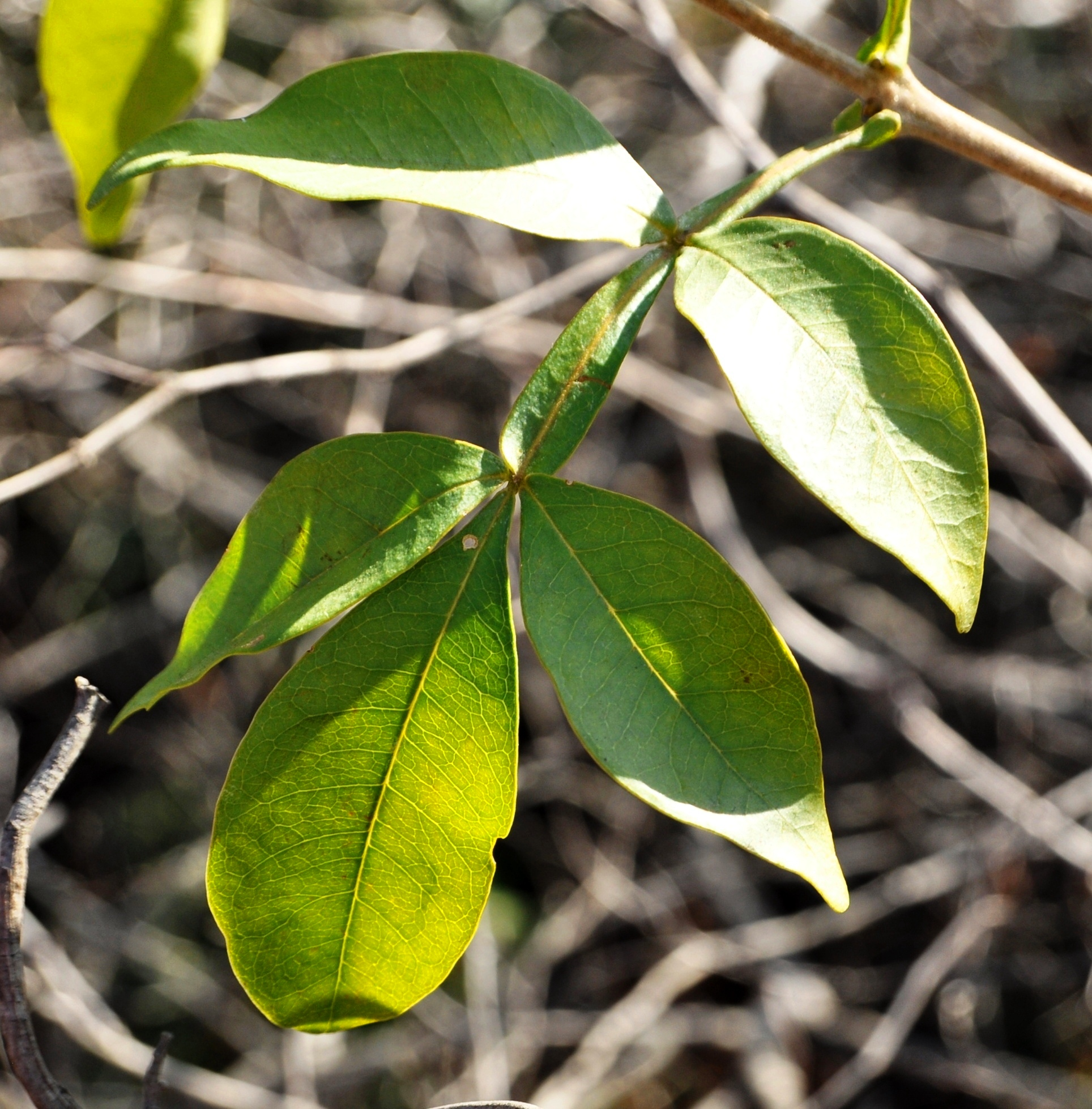
Schrebera alata
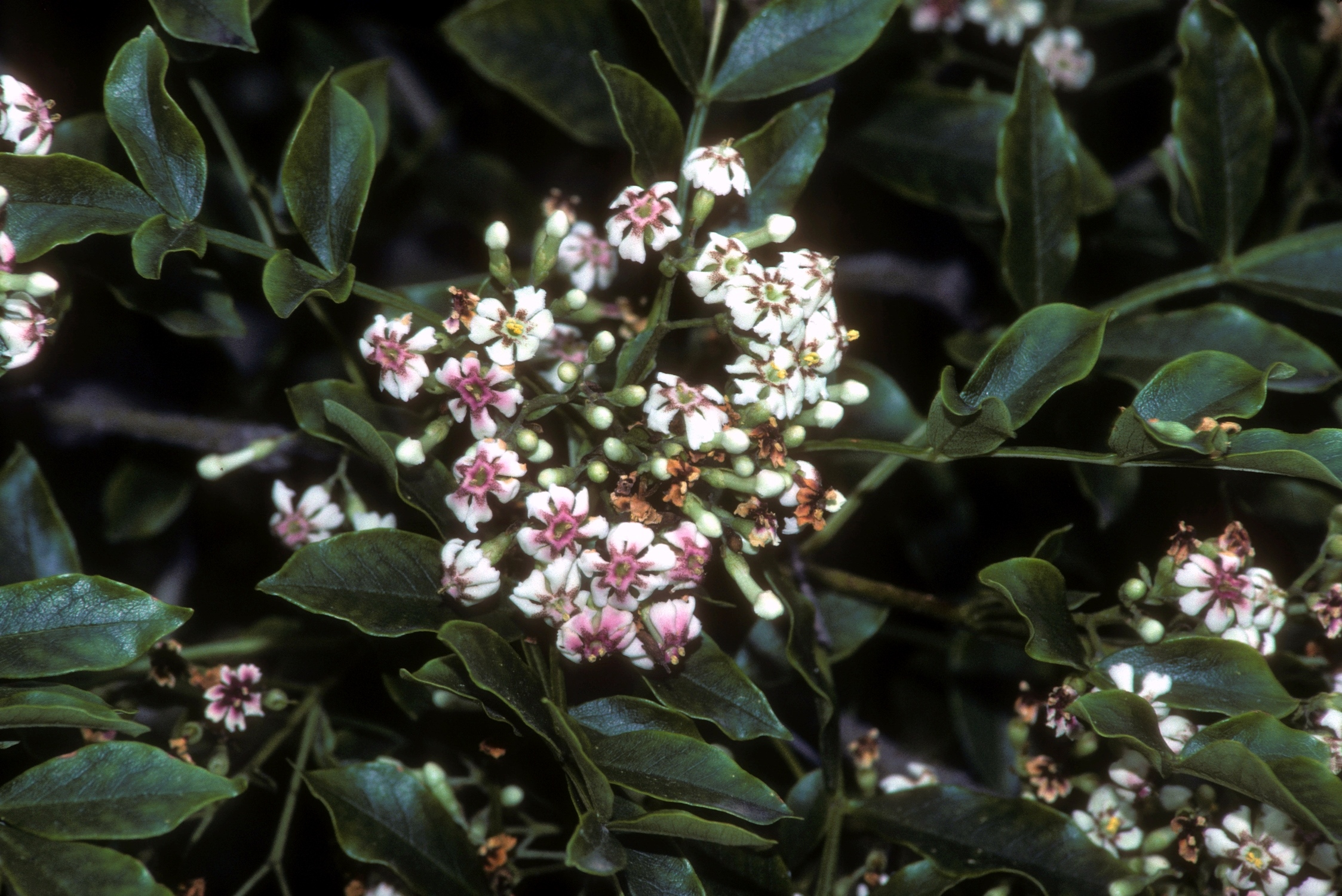
Schrebera alata